# Museo Ferroviario di Trieste Campo Marzio

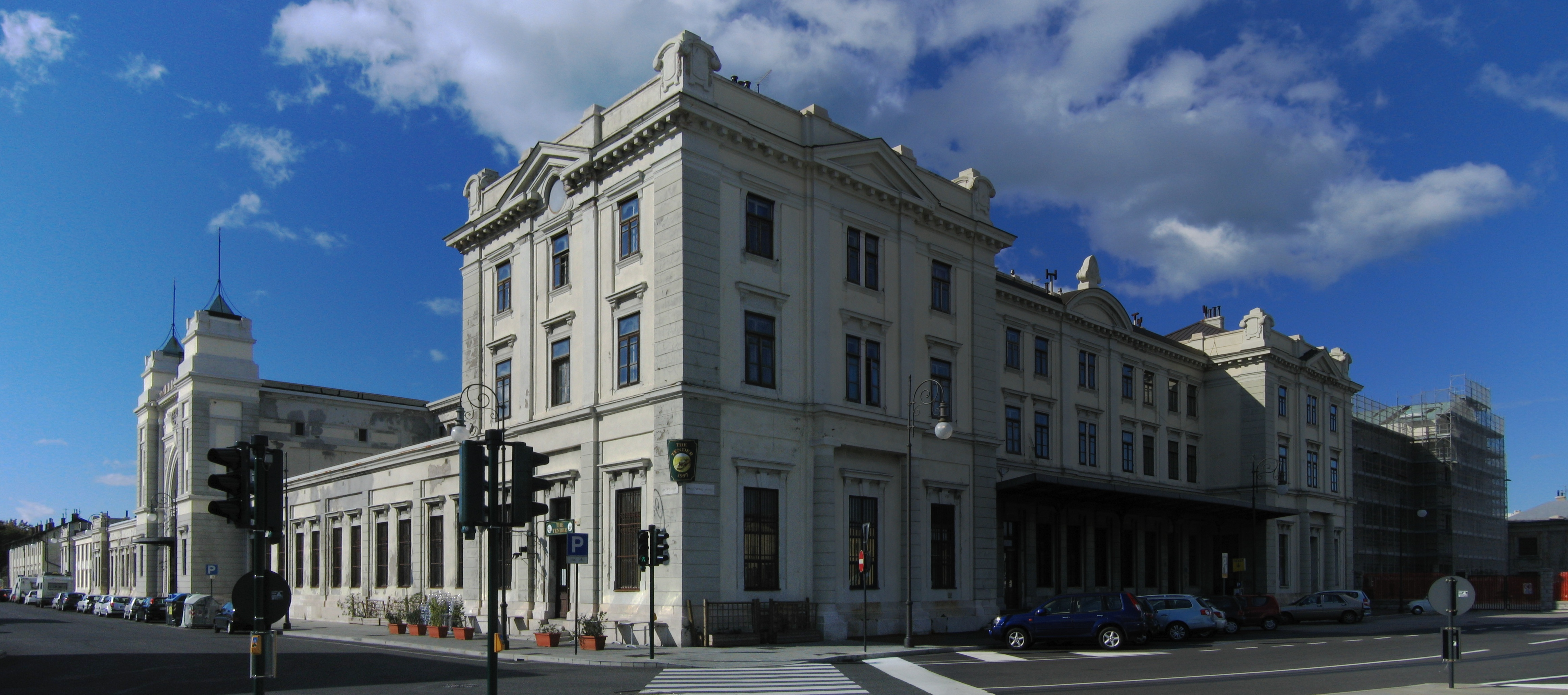
Das Eisenbahnmuseum

Das Eisenbahnmuseum Triest (Museo ferroviario di Trieste Campo Marzio) ist im ehemaligen Staatsbahnhof Stazione di Trieste Campo Marzio (bis 1923 Triest - St. Andrä) untergebracht.

## Geografische Lage
Das Museum liegt unmittelbar am Hafen Triest im historischen Empfangsgebäude des Bahnhofs Trieste Campo Marzio.

## Gebäude
Das architektonisch wertvolle Aufnahmsgebäude gehörte zum früheren Bahnhof Triest St. Andrea (nach 1920: Trieste Campo Marzio) der k.k. Staatsbahnen (kkStB) am Endpunkt der damaligen Wocheinerbahn. Es wurde vom Architekten Robert Seelig in den Jahren 1901 bis 1906 errichtet.

## Geschichte
Hier endeten und begannen Züge, die Tauernbahn, Pyhrnbahn, Wocheinerbahn und die Karstbahn von Jesenice über Görz (N. Gorica) befuhren. Die Bedeutung der Bahnstrecke stieg ab ihrer Fertigstellung 1906 kontinuierlich an, sank aber mit Errichtung des Eisernen Vorhanges nach 1945, obwohl Jugoslawien ab 1948 zu den Blockfreien Staaten gehörte. Am 31-12-1958 wurde der planmäßige Zugverkehr zum Bahnhof eingestellt.
Am 8. März 1984 wurde in den Räumlichkeiten des Bahnhofes (ehemalige Wartesäle und Bahnhofshalle) das Eisenbahnmuseum eingerichtet. Betreiber des Museums ist der private Verein Associazione Dopolavoro Ferroviario di Trieste, der mit ehrenamtlichen Mitarbeitern und minimalem Budget arbeitet.

## Sammlung
Ausgestellt  werden Fotografien und Pläne aus allen Epochen der wechselvollen Eisenbahngeschichte Triests und Italiens, darunter eine Uniformensammlung und auch Erinnerungsstücke aus der Gründerzeit der Bahnstrecke Triest–Opicina, der Wocheinerbahn und der Parenzaner-Bahn. Des Weiteren gibt es eine Fachbibliothek und eine Sammlung von Modellen mit Modellbahnanlagen. Andere Abteilungen widmen sich den Signalen und anderen sicherungstechnischen Einrichtungen sowie der Bahnstromversorgung. Im Foyer in der Via Giulio Caesare finden immer wieder Wechselausstellungen statt.
Im Außenbereich sind auf einigen der ehemals 24 Gleise Lokomotiven, Personen- und Güterwagen sowie Bahnerhaltungsfahrzeuge und Straßenbahnen ausgestellt.

## Wissenswert
Derzeit ist das Museum geschlossen, da große Umbauarbeiten stattfinden. Das neugestaltete Museum soll 2027 eröffnet werden.

## Galerie

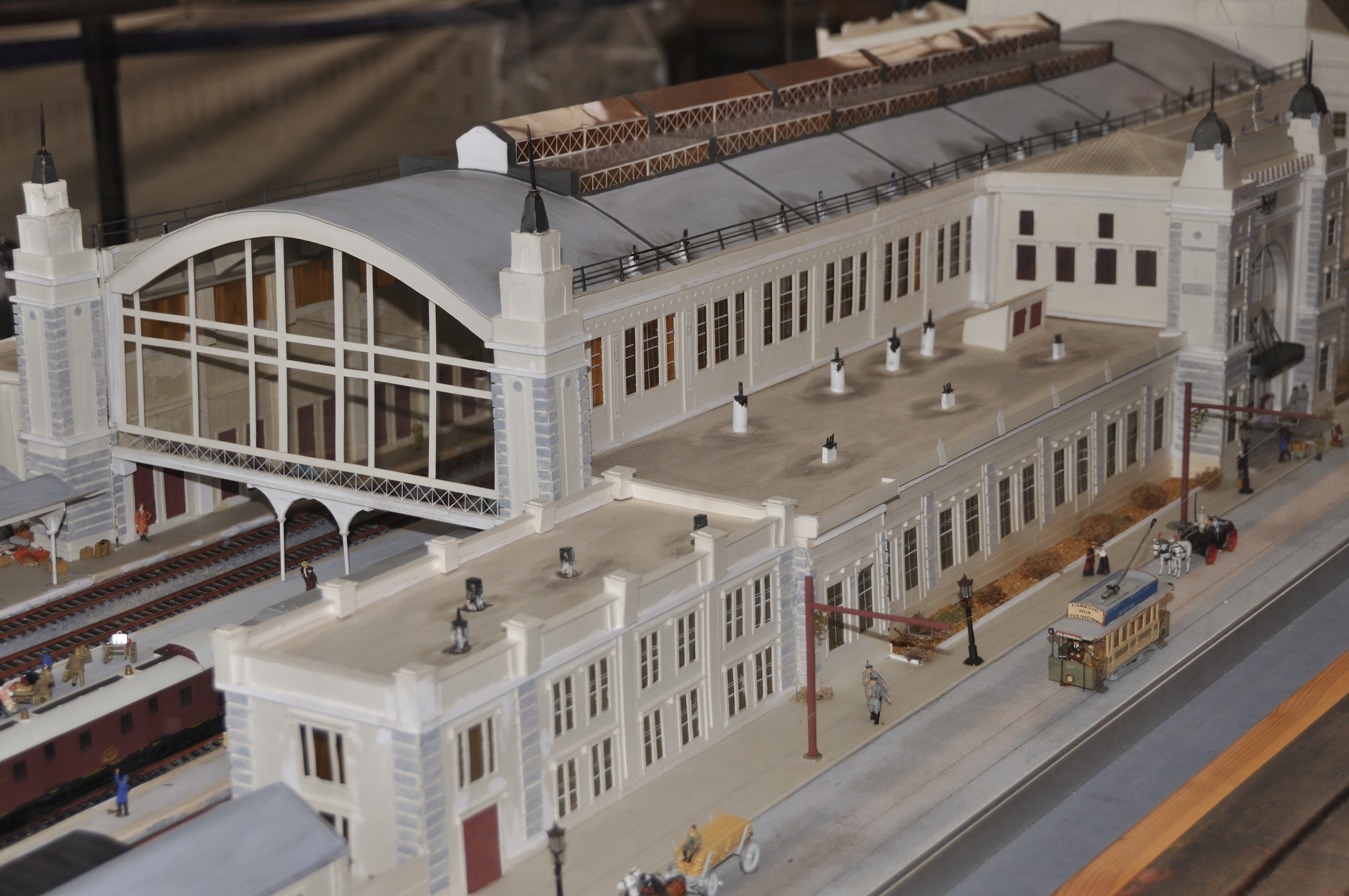
Trieste Campo Marzio Modell Bahnhofshalle
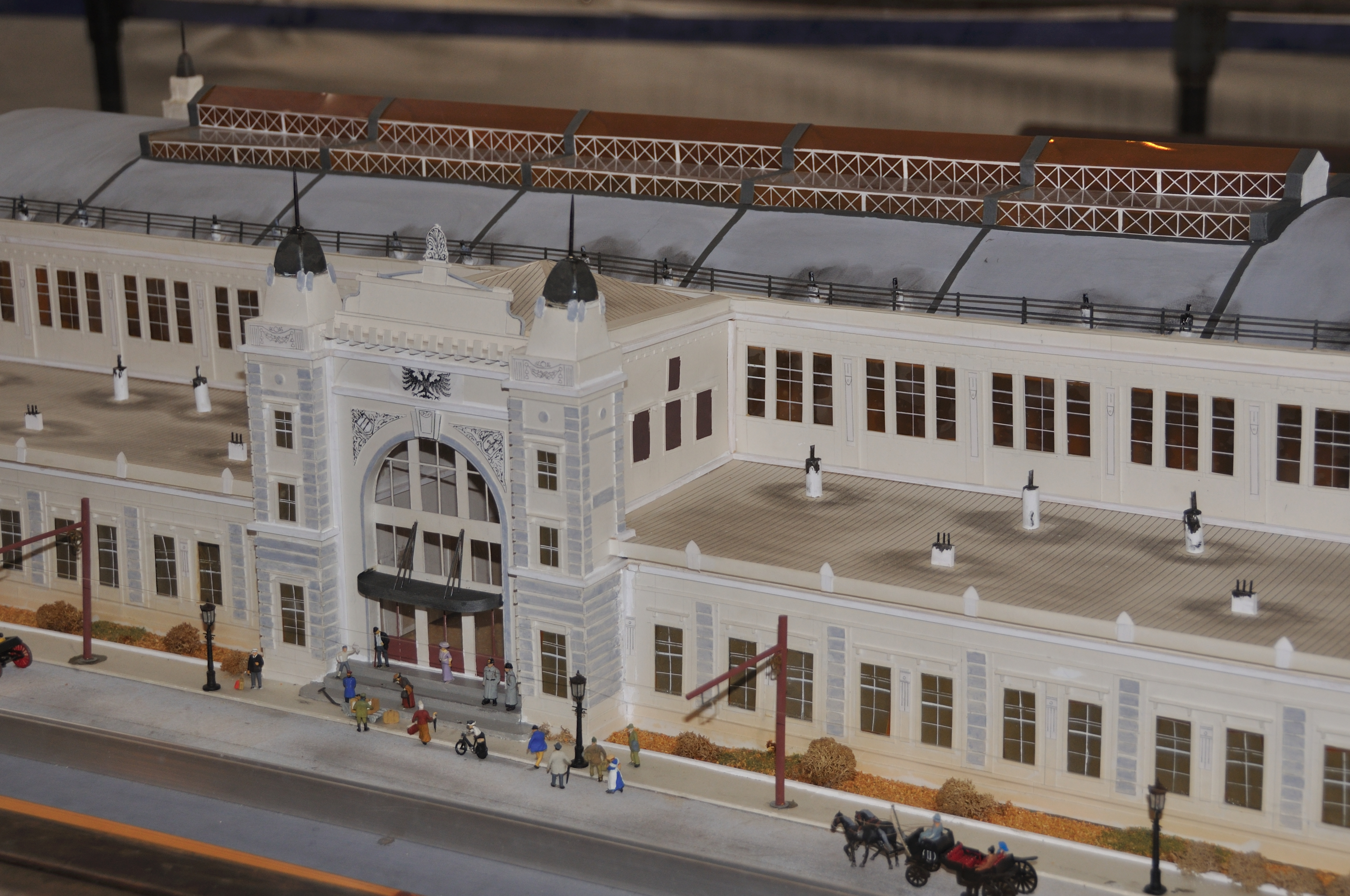
Trieste Campo Marzio Modell Seiteneingang
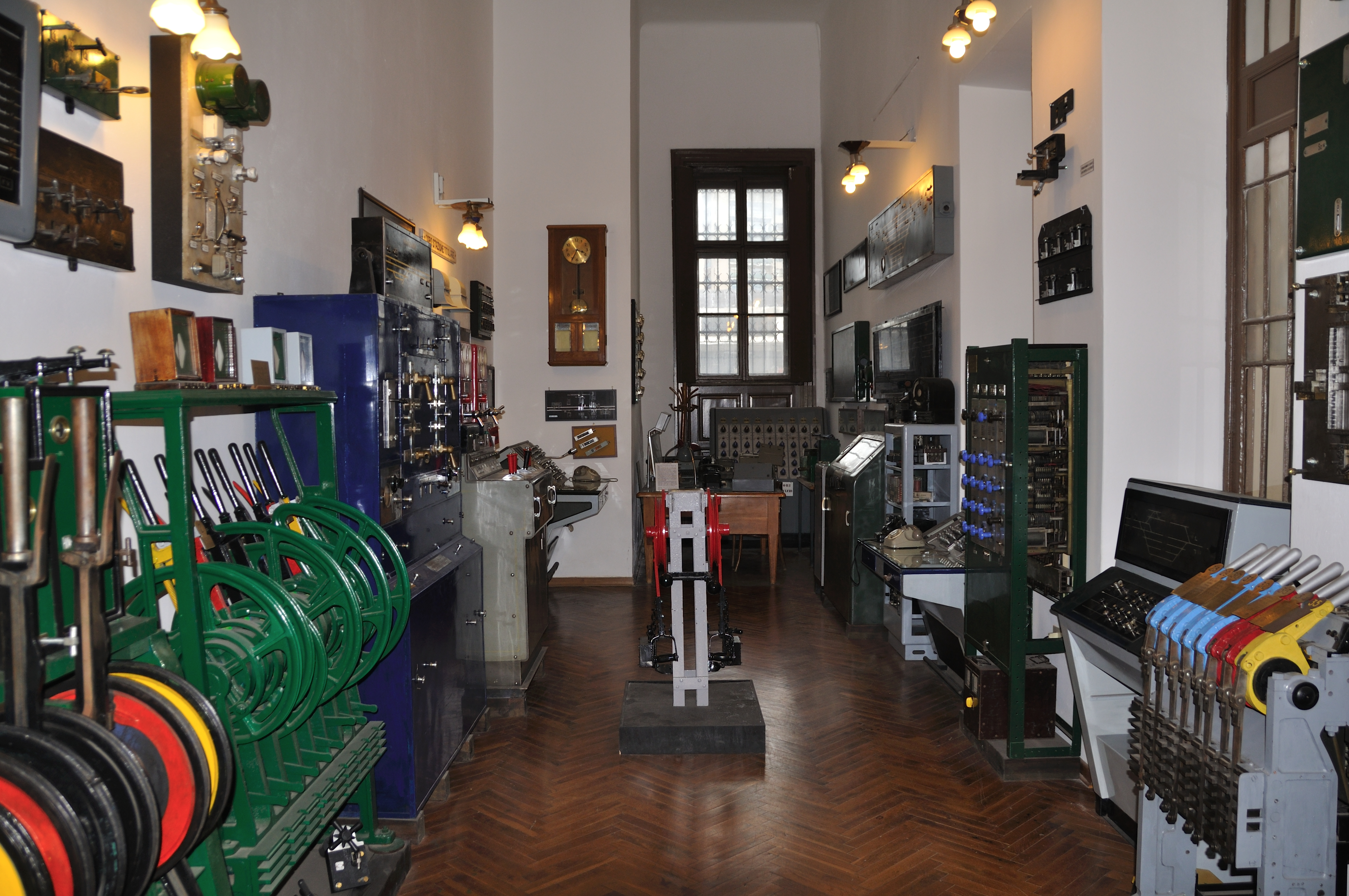
Trieste Campo Marzio Vorstandszimmer
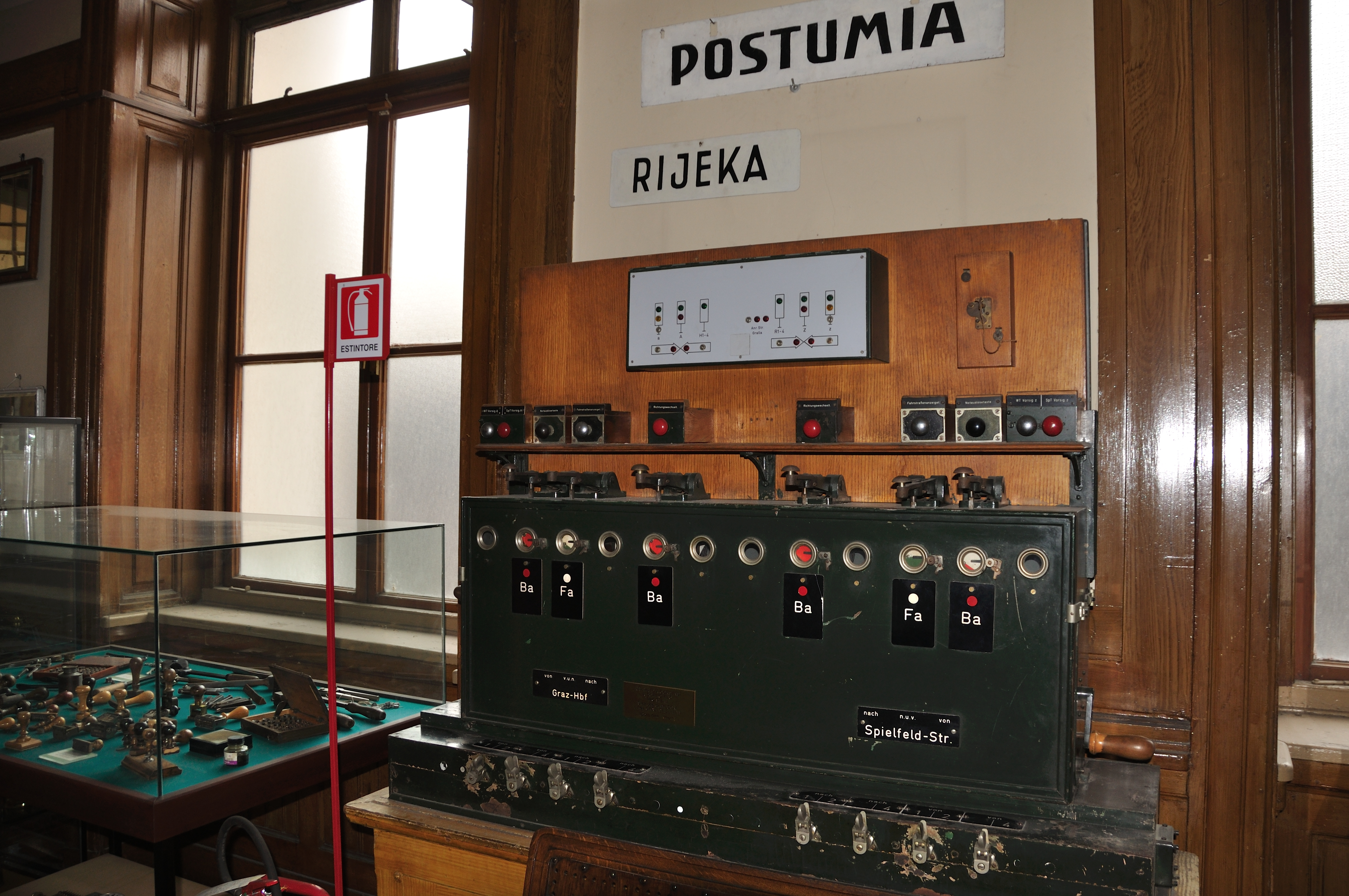
Trieste Campo Marzio Blockkasten Befehlswerk